# Fiscalía de Andalucía
La Fiscalía de Andalucía o Fiscalía Superior de Andalucía es el órgano del poder judicial que ejerce la jefatura y representación del Ministerio Fiscal en la comunidad autónoma de Andalucía y en las ciudades autónomas de Ceuta y Melilla (España). Tiene su sede en Granada.

## Historia
La Fiscalía de Andalucía fue creada por el Real Decreto 1754/2007, de 28 de diciembre (BOE de 31 de diciembre de 2007), siendo su antecedente más directo la Fiscalía del Tribunal Superior de Justicia de Andalucía, Ceuta y Melilla, que estuvo dirigida por el fiscal jefe de la comunidad.

## Fiscal superior
La Fiscalía de Andalucía está dirigida por el fiscal superior de Andalucía, Ceuta y Melilla, quien asume la representación y jefatura del Ministerio Fiscal en todo el territorio de la comunidad autónoma, sin perjuicio de las competencias que corresponden al fiscal general del Estado. En la actualidad desempeña el cargo, desde 2017, Ana Tárrago Ruiz.
| Titular               | Periodo         |
| --------------------- | --------------- |
| Jesús García Calderón | 2001-2017       |
| Ana Tárrago Ruiz      | 2017-actualidad |

Su número dos, con una importante cartera de funciones, es el teniente fiscal de Andalucía, cuyo titular es, desde 2015, Rogelio Muñoz Oya.

## Sede
La Fiscalía de Andalucía, máximo órgano del Ministerio Fiscal en la comunidad autónoma, tiene su sede en Granada, en el edificio del Banco de España de la capital andaluza. Dispone de dos secciones territoriales en Sevilla y Málaga.